# Con Spirito - en film om Carlo Zecchi
Con Spirito - en film om Carlo Zecchi er en dansk portrætfilm fra 1991 med instruktion og manuskript af Ole Askman.

## Handling
Filmen handler om den italienske dirigent Carlo Zecchi (1903-84) og specielt hans betydning for det danske musikliv. Sjællands Symfoniorkester og Danmarks Radios Symfoniorkester medvirker.